# Staw nadgarstkowo-śródręczny kciuka
Staw nadgarstkowo-śródręczny kciuka (łac. articulatio carpometacarpea pollicis) – w anatomii człowieka staw łączący powierzchnie stawowe kości czworobocznej większej i pierwszej kości śródręcza. Należy do stawów siodełkowych. Oprócz przywodzenia i odwodzenia, odbywają się tu ruchy przeciwstawania i odprowadzania oraz ruch obwodzenia jako wypadkowy.